# Guinea (regione)

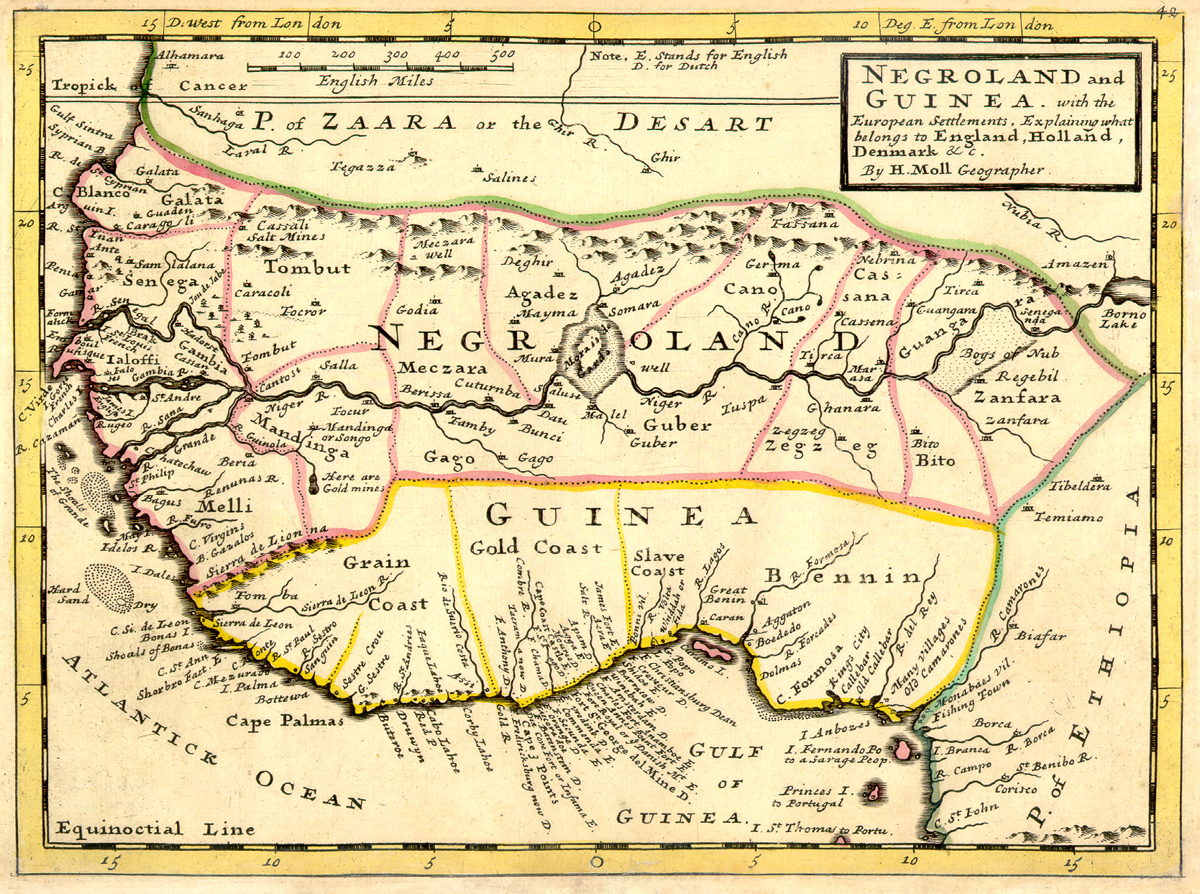
Mappa della Guinea, 1736 circa.

Guinea è il nome tradizionalmente utilizzato per indicare la regione d'Africa che si affaccia lungo il Golfo di Guinea. Si estende a nord attraverso i boschi tropicali, e termina nelle regioni del Sahel. 
Possono essere individuate due regioni che si affacciano sul Golfo di Guinea e che si fregiano del nome Guinea: la Guinea Settentrionale (la regione compresa tra Nigeria e Guinea-Bissau e la Guinea Meridionale, cioè la regione che corre lungo le coste meridionali del Camerun fino all'Angola.

## Etimologia
Il nome deriva dal termine berbero aginaw fatto proprio dai portoghesi. Originariamente il significato era "nero" (o, nel contesto, "terra dei neri").

## Storia
Storicamente la Guinea è stata una delle prime regioni dell'Africa sub-sahariana ad aprirsi agli scambi commerciali con gli europei. Il commercio di avorio, oro e schiavi è stato un fattore centrale per lo sviluppo di una serie di regni nel XVIII e XIX secolo. Questi erano piccoli regni, sviluppati in una regione ristretta ma densamente popolata, e possedevano una tecnologia sufficientemente avanzata. Questi regni hanno potuto così dimostrare una maggiore resistenza alle incursioni europee rispetto ad altre regioni dell'Africa. Per questo motivo, associato ad un ambiente ostile agli europei e con malattie endemiche, la Guinea non è di fatto divenuta una regione coloniale fino alla fine del XIX secolo. 

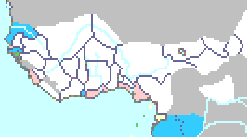
Mappa della Guinea nel 1882 prima del colonialismo

La Guinea è spesso divisa in "Bassa Guinea", una delle regioni più densamente popolate dell'Africa, che copre il sud della Nigeria, Benin, Togo fino a lambire il Ghana; e "Alta Guinea", che è di gran lunga meno densamente popolata e si estende dalla Costa d'Avorio alla Guinea-Bissau. Nella Repubblica di Guinea tali termini si riferiscono rispettivamente alla pianura costiera e all'interno del paese.
I commercianti europei dei secoli passati distinsero la regione in base alle principali voci delle esportazioni. La parte orientale, tra Benin e Nigeria venne nominato Costa degli Schiavi. L'odierno Ghana venne nominato Costa dell'Oro. L'ovest fu la Costa d'Avorio, che è rimasto il nome della nazione. Più ad ovest ancora, la zona intorno alla moderna Liberia e Sierra Leone venne chiamata Costa del Pepe, o Costa del Grano.

## Paesi compresi nella Guinea
- Benin
- Costa d'Avorio
- Guinea Equatoriale
- Ghana
- Guinea
- Guinea-Bissau
- Liberia
- Sierra Leone
- Togo
- Nigeria meridionale
- Camerun occidentale